# Paul Gilson
Paul Gilson (Bruxelles, 15 giugno 1865 – Bruxelles, 3 aprile 1942) è stato un compositore belga.

## Biografia
Paul Gilson nacque a Bruxelles, nel 1866, si trasferì con la sua famiglia a Ruisbroek, dove studiò teoria con l'organista Auguste Cantillon e iniziò a scrivere opere per orchestra e coro.
Studiò composizione con François-Auguste Gevaert  e armonia e contrappunto con Charles Duyck presso il Conservatorio di Bruxelles dal 1887 al 1889. Nel 1889 vinse il Prix de Rome per la cantata, Sinaï.
Nel 1899 fu professore di composizione al Conservatorio di Bruxelles e Anversa nel 1904.
Nel 1925 fu il professore di un gruppo di studenti chiamato Les Synthétistes (René Bernier, Francis de Bourguignon, Théo De Joncker, Marcel Poot, Maurice Schoemaker, Jules Strens e Robert Otlet). Insieme a Poot e Schoemaker, fondò La Revue belge musicale nel 1924, dove fu caporedattore fino al 1939.

## Opere principali
- 1890 Alla Marcia
- 1890 Rhapsodie à la marcia
- 1892 La Mer
  1. Lever de soleil
  2. Chants et danses de matelots
  3. Crépuscule
  4. Tempête
- 1892–1893 Mélodies écossaises
- 1900 Ouverture symphonique Nr. 1
- Alvar
- 1902 Premier Concerto for Alto Saxophone
- 1902 Deuxième Concerto for Alto Saxophone
- 1903 Ouverture symphonique Nr. 2
- 1904 Ouverture symphonique No. 3
- 1929 Parafrazen op vlaamse volksliederen
- Sailors Dance
- 1903 Variation symphonique
- 1930 Tornacum
- 1930 Grande marche du Centenaire
- 1948 Moeder
- Binche
- Brabant – marche militaire
- Danse guerrière from the ballet La Captive
- Deuxième rhapsodie
- Deuxième valse symphonique
- Encore un allegro
- Epithalame
- Fantaisie
- Gavotte Monsignore
- Hommage à Weber
- Interlude solennel
- L'heureux voyage
- Le retour au pays : Prière avant le départ
- Marche commémorative
- Marche cortège
- Marche panégyrique
- Merxem – Allegro militaire
- Montréal – Allegro de concert
- Ouverture »Eleusines«
- Patrouille albanaise
- Poème symphonique en forme d'ouverture
- Polka fantaisiste
- Rhapsodie laudative
- Rhapsodie hawaïenne
- Richard III Ouverture
- Terugkeer naar het vaderland
- Triumph Marsch
- Variations
- Valse symphonique nr. 1
- Valse symphonique nr. 2
- Vestris – Danse mimique
- Quarantenaire – Marche solennelle